# Hong Kong Open (Squash)
Die Hong Kong Squash Open sind ein jährlich stattfindendes Squashturnier für Herren und Damen. Es findet in Hongkong statt und ist Teil der PSA World Series der Herren und Damen.
Das Herrenturnier wurde 1985 ins Leben gerufen und gehört aktuell zur Kategorie World Series, der zweithöchsten Wertungskategorie. Das Gesamtpreisgeld betrug zuletzt 165.000 US-Dollar. Bei den Damen gehört das seit 2001 ausgetragene Turnier ebenfalls zur Kategorie World Series und hat ein Gesamtpreisgeld in Höhe von 140.000 US-Dollar.
Rekordsieger bei den Herren ist Jansher Khan, der achtmal das Turnier gewann. Bei den Damen gewann Nicol David zehn Titel, davon alle zwischen 2006 und 2015 in Folge.

## Liste der Sieger

### Herren

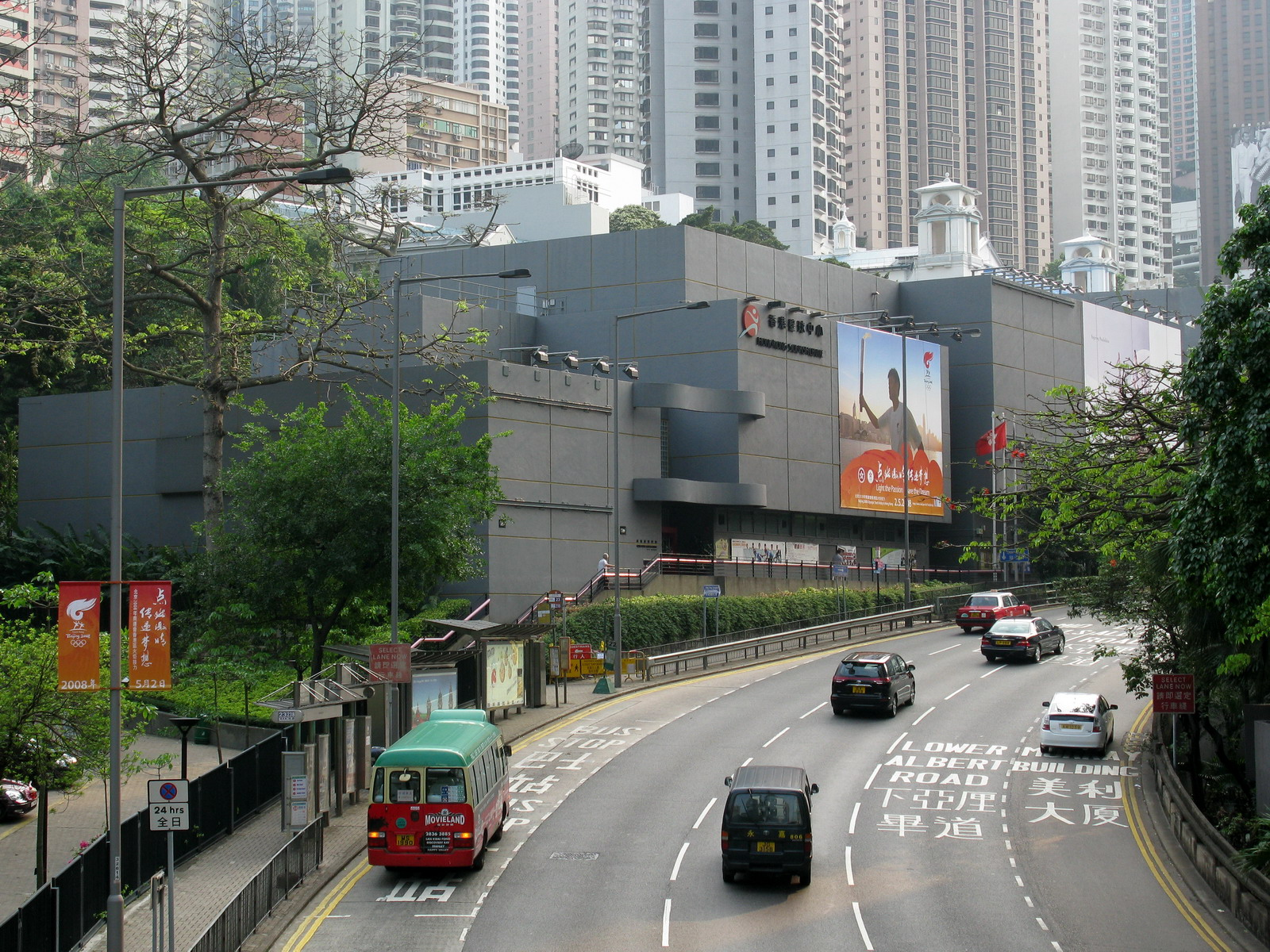
Hong Kong Squash Center

| Jahr | Sieger                                               | Finalgegner                                          | Ergebnis                                             |
| ---- | ---------------------------------------------------- | ---------------------------------------------------- | ---------------------------------------------------- |
| 2024 | Mostafa Asal                                         | Ali Farag                                            | 11:5, 4:11, 11:8, 11:5                               |
| 2023 | Paul Coll                                            | Ali Farag                                            | 10:12, 11:3, 11:8, 8:11, 11:9                        |
| 2022 | Mostafa Asal                                         | Diego Elías                                          | 6:11, 6:11, 12:10, 11:9, 11:4                        |
| 2021 | abgesagt aufgrund der COVID-19-Pandemie              | abgesagt aufgrund der COVID-19-Pandemie              | abgesagt aufgrund der COVID-19-Pandemie              |
| 2020 | abgesagt aufgrund der COVID-19-Pandemie              | abgesagt aufgrund der COVID-19-Pandemie              | abgesagt aufgrund der COVID-19-Pandemie              |
| 2018 | Mohamed Elshorbagy                                   | Ali Farag                                            | 11:6, 11:6, 11:7                                     |
| 2017 | Mohamed Elshorbagy                                   | Ali Farag                                            | 11:6, 5:11, 11:4, 7:11, 11:3                         |
| 2016 | Ramy Ashour                                          | Karim Abdel Gawad                                    | 11:9, 8:11, 11:5, 5:11, 11:8                         |
| 2015 | Mohamed Elshorbagy                                   | Cameron Pilley                                       | 11:8, 11:6, 11:8                                     |
| 2014 | Mohamed Elshorbagy                                   | Grégory Gaultier                                     | 11:9, 11:2, 4:11, 8:11, 11:4                         |
| 2013 | Nick Matthew                                         | Borja Golán                                          | 11:1, 11:8, 5:11, 11:5                               |
| 2012 | Ramy Ashour                                          | James Willstrop                                      | 11:8, 3:11, 11:7, 11:6                               |
| 2011 | James Willstrop                                      | Karim Darwish                                        | 11:9, 11:5, 11:4                                     |
| 2010 | Ramy Ashour                                          | Grégory Gaultier                                     | 10:12, 11:9, 11:9, 9:11, 11:9                        |
| 2009 | Amr Shabana                                          | Grégory Gaultier                                     | 11:9, 9:11, 11:3, 5:2 Aufgabe                        |
| 2008 | Amr Shabana                                          | Grégory Gaultier                                     | 11:9, 13:15, 8:11, 11:2, 11:3                        |
| 2007 | Amr Shabana                                          | Grégory Gaultier                                     | 11:13, 11:3, 11:6, 13:11                             |
| 2006 | Amr Shabana                                          | Ramy Ashour                                          | 13:11, 3:11, 11:5, 13:11                             |
| 2005 | keine Austragung aufgrund der Weltmeisterschaft 2005 | keine Austragung aufgrund der Weltmeisterschaft 2005 | keine Austragung aufgrund der Weltmeisterschaft 2005 |
| 2004 | Thierry Lincou                                       | Nick Matthew                                         | 11:8, 11:4, 13:11                                    |
| 2003 | abgesagt aufgrund der SARS-Pandemie                  | abgesagt aufgrund der SARS-Pandemie                  | abgesagt aufgrund der SARS-Pandemie                  |
| 2002 | Peter Nicol                                          | Jonathon Power                                       | 15:13, 15:9, 14:15, 15:10                            |
| 2001 | David Palmer                                         | Thierry Lincou                                       | 15:13, 15:6, 15:9                                    |
| 2000 | Peter Nicol                                          | Jonathon Power                                       | 15:11, 15:10, 15:6                                   |
| 1999 | Peter Nicol                                          | Jonathon Power                                       | 15:10, 15:8, 15:8                                    |
| 1998 | Jonathon Power                                       | Peter Nicol                                          | 15:14, 15:11, 15:14                                  |
| 1997 | Jansher Khan                                         | Jonathon Power                                       | 14:15, 15:12, 15:7, 15:2                             |
| 1996 | Rodney Eyles                                         | Jansher Khan                                         | 15:10, 15:10, 15:5                                   |
| 1995 | Jansher Khan                                         | Brett Martin                                         | 15:12, 15:7, 15:3                                    |
| 1994 | Jansher Khan                                         | Peter Nicol                                          | 15:7, 15:10, 15:6                                    |
| 1993 | Brett Martin                                         | Rodney Martin                                        | 12:15, 15:12, 15:4, 15:6                             |
| 1992 | Rodney Martin                                        | Chris Dittmar                                        | 12:15, 15:13, 15:14, 15:9                            |
| 1991 | Jansher Khan                                         | Tristan Nancarrow                                    | 16:17, 15:6, 15:17, 15:4, 15:5                       |
| 1990 | Jansher Khan                                         | Chris Robertson                                      | 15:6, 14:15, 15:10, 15:5                             |
| 1989 | Jansher Khan                                         | Chris Dittmar                                        | 15:8, 16:17, 15:2, 15:6                              |
| 1988 | Jansher Khan                                         | Chris Dittmar                                        | 15:11, 9:15, 15:6, 12:15, 15:1                       |
| 1987 | Jansher Khan                                         | Chris Dittmar                                        | 9:6, 9:2, 9:5                                        |
| 1986 | Rodney Martin                                        | Tristan Nancarrow                                    | 9:6, 9:5, 9:2                                        |
| 1985 | Phil Kenyon                                          | Steve Bowditch                                       | 9:3, 6:9, 9:3, 9:7                                   |

### Damen
| Jahr | Siegerin                                             | Finalgegnerin                                        | Ergebnis                                             |
| ---- | ---------------------------------------------------- | ---------------------------------------------------- | ---------------------------------------------------- |
| 2024 | Nouran Gohar                                         | Nour El Sherbini                                     | 6:11, 11:5, 11:9, 11:9                               |
| 2023 | Hania El Hammamy                                     | Amanda Sobhy                                         | 6:5 Aufgabe                                          |
| 2022 | Hania El Hammamy                                     | Nour El Sherbini                                     | 15:13, 9:11, 11:3, 8:11, 11:9                        |
| 2021 | abgesagt aufgrund der COVID-19-Pandemie              | abgesagt aufgrund der COVID-19-Pandemie              | abgesagt aufgrund der COVID-19-Pandemie              |
| 2020 | abgesagt aufgrund der COVID-19-Pandemie              | abgesagt aufgrund der COVID-19-Pandemie              | abgesagt aufgrund der COVID-19-Pandemie              |
| 2018 | Joelle King                                          | Raneem El Weleily                                    | 11:6, 11:6, 11:7                                     |
| 2017 | Nour El Sherbini                                     | Raneem El Weleily                                    | 11:5, 11:8, 11:5                                     |
| 2016 | Nouran Gohar                                         | Amanda Sobhy                                         | 6:11, 12:10, 11:7, 11:7                              |
| 2015 | Nicol David                                          | Laura Massaro                                        | 15:13, 11:9, 11:3                                    |
| 2014 | Nicol David                                          | Nour El Tayeb                                        | 11:4, 12:10, 11:8                                    |
| 2013 | Nicol David                                          | Raneem El Weleily                                    | 11:7, 11:7, 12:10                                    |
| 2012 | Nicol David                                          | Camille Serme                                        | 11:9, 11:6, 8:11, 11:7                               |
| 2011 | Nicol David                                          | Raneem El Weleily                                    | 11:5, 11:4, 11:9                                     |
| 2010 | Nicol David                                          | Jenny Duncalf                                        | 11:6, 12:10, 12:10                                   |
| 2009 | Nicol David                                          | Omneya Abdel Kawy                                    | 11:4, 11:7, 11:7                                     |
| 2008 | Nicol David                                          | Rachael Grinham                                      | 14:12, 11:13, 11:8, 11:8                             |
| 2007 | Nicol David                                          | Natalie Grinham                                      | 9:3, 9:5, 10:8                                       |
| 2006 | Nicol David                                          | Tania Bailey                                         | 9:1, 10:8, 9:5                                       |
| 2005 | keine Austragung aufgrund der Weltmeisterschaft 2005 | keine Austragung aufgrund der Weltmeisterschaft 2005 | keine Austragung aufgrund der Weltmeisterschaft 2005 |
| 2004 | nicht ausgetragen                                    | nicht ausgetragen                                    | nicht ausgetragen                                    |
| 2003 | keine Austragung aufgrund der Weltmeisterschaft 2003 | keine Austragung aufgrund der Weltmeisterschaft 2003 | keine Austragung aufgrund der Weltmeisterschaft 2003 |
| 2002 | Rachael Grinham                                      | Natalie Grainger                                     | 9:3, 9:5, 9:7                                        |
| 2001 | Leilani Joyce                                        | Carol Owens                                          | 9:7, 9:6, 9:0                                        |